# Scrapter luridus
Scrapter luridus är en biart som beskrevs av Constance Margaret Eardley 1996. Scrapter luridus ingår i släktet Scrapter och familjen korttungebin. Inga underarter finns listade i Catalogue of Life.